# Carthamus
Carthamus is de botanische naam van een geslacht uit de composietenfamilie (Compositae of Asteraceae). De naam is afgeleid van het Arabische kurthum = verven of het Hebreeuwse equivalent kartami. De bekende soort is saffloer (Carthamus tinctorius) die zoals de wetenschappelijk naam aangeeft gebruikt wordt als kleurstof.
Het geslacht telt één à twee dozijn soorten, van hoofdzakelijk stekelige planten, die voorkomen van het Middellandse Zeegebied tot in Centraal-Azië.